# Svaz účetních
Svaz účetních je česká dobrovolná profesní organizace, která od roku 1990 sdružuje účetní, auditory a daňové poradce. Hlavním úkolem Svazu účetních je přispět k rozvoji a zkvalitnění účetní profese a dosažení její úrovně srovnatelné se zeměmi Evropské unie. Tento cíl je naplňován realizací systému certifikace, vytvořeného ve spolupráci se zahraničními experty a zejména britskou The Association of Chartered Certified Accountans (ACCA).
Svaz účetních České republiky, z. s. je dobrovolnou, nezávislou profesní organizací s celostátní působností zřízenou v souladu se zákonem č. 83/1990 Sb., o sdružování občanů, ve znění pozdějších předpisů, která pod tímto názvem od roku 1990 sdružuje účetní, auditory, daňové poradce a ostatní zájemce, kteří souhlasí s programovými zásadami definovanými ve stanovách Svazu a v dalších dokumentech. Ve své činnosti navazuje na činnost Českého svazu účetních a statistiků založeném v roce 1969 v Plzni. S nabytím účinnosti nového občanského zákoníku (zákon č. 89/2012 Sb) se Svaz účetních stal spolkem.
Vyústěním téměř dvouletého procesu transformace, který umožnila rekodifikace soukromého práva, funguje od 1. 1. 2016 Svaz účetních České republiky, z. s. v nové organizační struktuře.
Ze zákona se organizační jednotky Svazu účetních s delegovanou právní subjektivitou staly ke dni nabytí účinnosti zákona č. 89/2012 Sb., „nový“ občanský zákoník, tj. k 1. 1. 2014 pobočnými spolky hlavního spolku Svazu účetních, IČ 00571288.
Následně byl schválen a realizován Projekt rozdělení spolku Svaz účetních odštěpením a jeho výsledkem je vznik samostatných spolků, které se na základě vlastního rozhodnutí a za účelem uplatňování společného zájmu reprezentovat účetní profesi sdružily ve smyslu § 214 odst. 2 Občanského zákoníku ve Svaz, jehož základem je původní hlavní spolek.
Nejvýznamnějším úkolem Svazu v současnosti je přispět k rozvoji a zkvalitnění účetní profese v ČR a dosažení její úrovně srovnatelné se zeměmi Evropské unie. Tento cíl je naplňován mimo jiné realizací systému certifikace účetní profese, vytvořeného ve spolupráci se zahraničními experty a zejména v návaznosti a úzkou spolupráci s britskou The Association of Chartered Certified Accountants - ACCA. Systém certifikace běží již od roku 1997.
Kromě projektu certifikace Svaz zajišťuje rozsáhlou a systematickou vzdělávací a poradenskou činnost prostřednictvím vlastní metodické sekce.
Velmi významná je činnost metodická zaměřená na řešení konkrétních dílčích problémů v praxi i systematickou práci v oblasti účetní a související legislativy a účetní metodiky. V lednu 1999 byla ustavena Národní účetní rada, která má zejména koordinovat a sjednocovat postup zakladatelů, kterými jsou Svaz účetních, Komora auditorů ČR, Komora daňových poradců ČR a Vysoká škola ekonomická v Praze, zastoupená Fakultou financí a účetnictví.
Svaz účetních České republiky, z. s. se sídlem Vinohradská 2022/125, Praha 3, jakožto svazový spolek, je držitelem ochranné známky „Svaz účetních“ a „Komora certifikovaných účetních“.